# フェルディナント・ピロティ2世
フェルディナント・ピロティ2世（Ferdinand Piloty der Jüngere、 1828年10月9日 - 1895年12月21日）は、ドイツの画家、版画家である。人物画や風俗画を描いた。同名の版画家の父親と区別するために「der Ältere（年少の）」を付加して呼ばれることがある。

## 略歴
ミュンヘンで生まれた。同名の父親フェルディナント・ピロティ（Ferdinand Piloty der Ältere: 1786-1844）は版画家で 、兄のカール・フォン・ピロティ（1826-1886）も画家でミュンヘン美術院の有名な教授になった。
フェルディナント・ピロティ2世は15歳であった1843年から、ミュンヘン美術院でカール・ショルン（1800-1850）に学び始めた。後にショルンはピロティの姉と結婚した。兄のカール・フォン・ピロティからも影響を受けた。父親の版画工房でも学んだ。
1848年に聖セバスティアヌスを描いた作品を展覧会に出展し、1848年から1850年の間はミュンヘンの美術館やランツベルク・アム・レヒの市庁舎の壁画を描いた。
1871年から1885年までミュンヘン州立版画素描館（Staatliche Graphische Sammlung München）の学芸員を務めたフェルディナント・ロートバルト（Ferdinand Rothbart: 1823-1899）と親交があった。ピロティは、シェイクスピアの『オセロー』や『ロミオとジュリエット』などの場面を描いた作品や、シュトゥットガルトで出版されたシラーの詩集の挿絵や、そして風俗画を描き、版画にされて出版された。修行するためにパリや、ローマ、ウィーンなどを旅し、多くの美術展に作品を出展した。
1876年にルートヴィヒ科学芸術章(Ludwigsmedaille für Wissenschaft und Kunst)を受勲した。1895年にミュンヘンで亡くなった。

## 作品

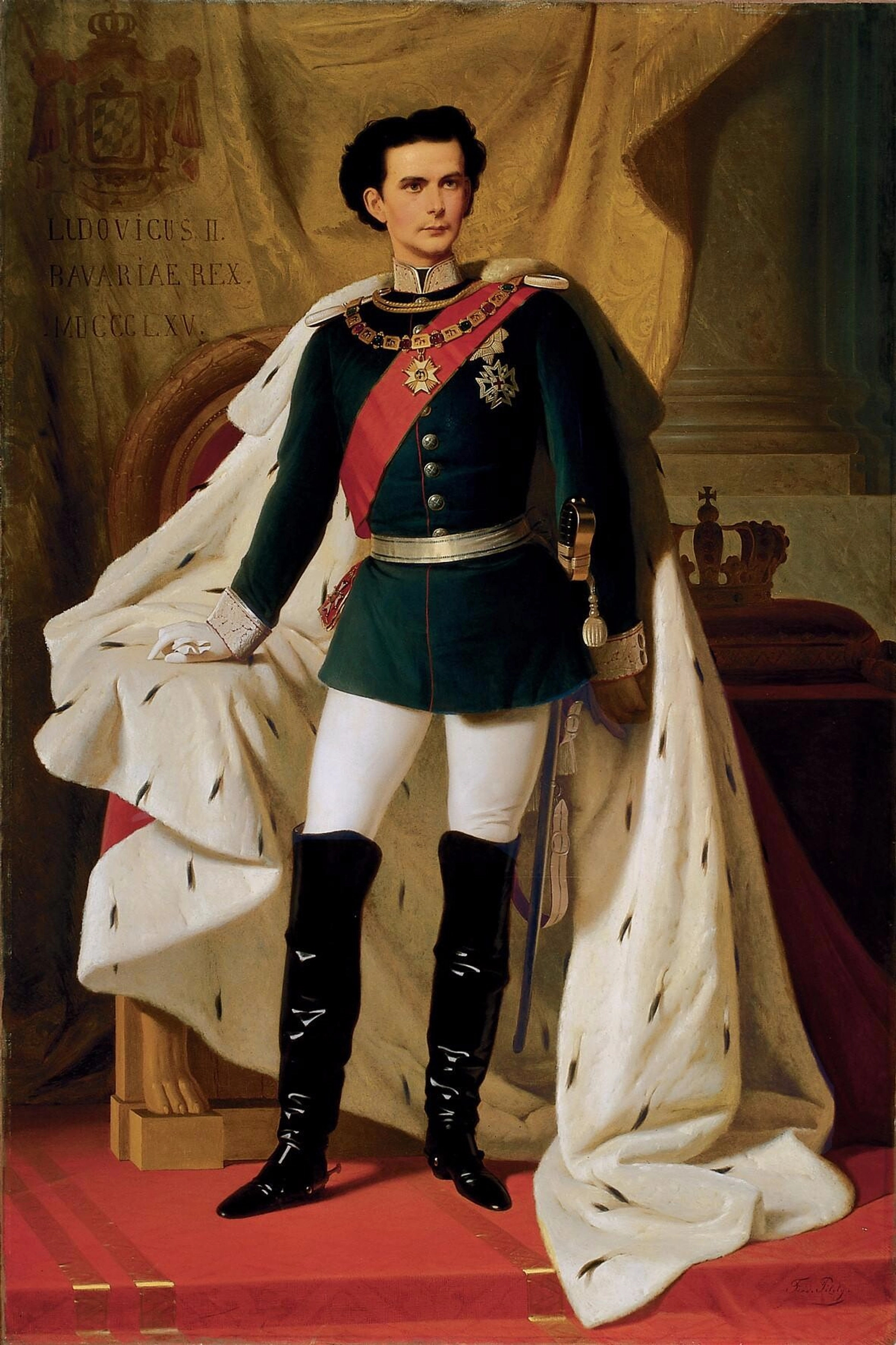
バイエルン国王ルートヴィヒ2世の肖像画 (1865) King Ludwig II Museum
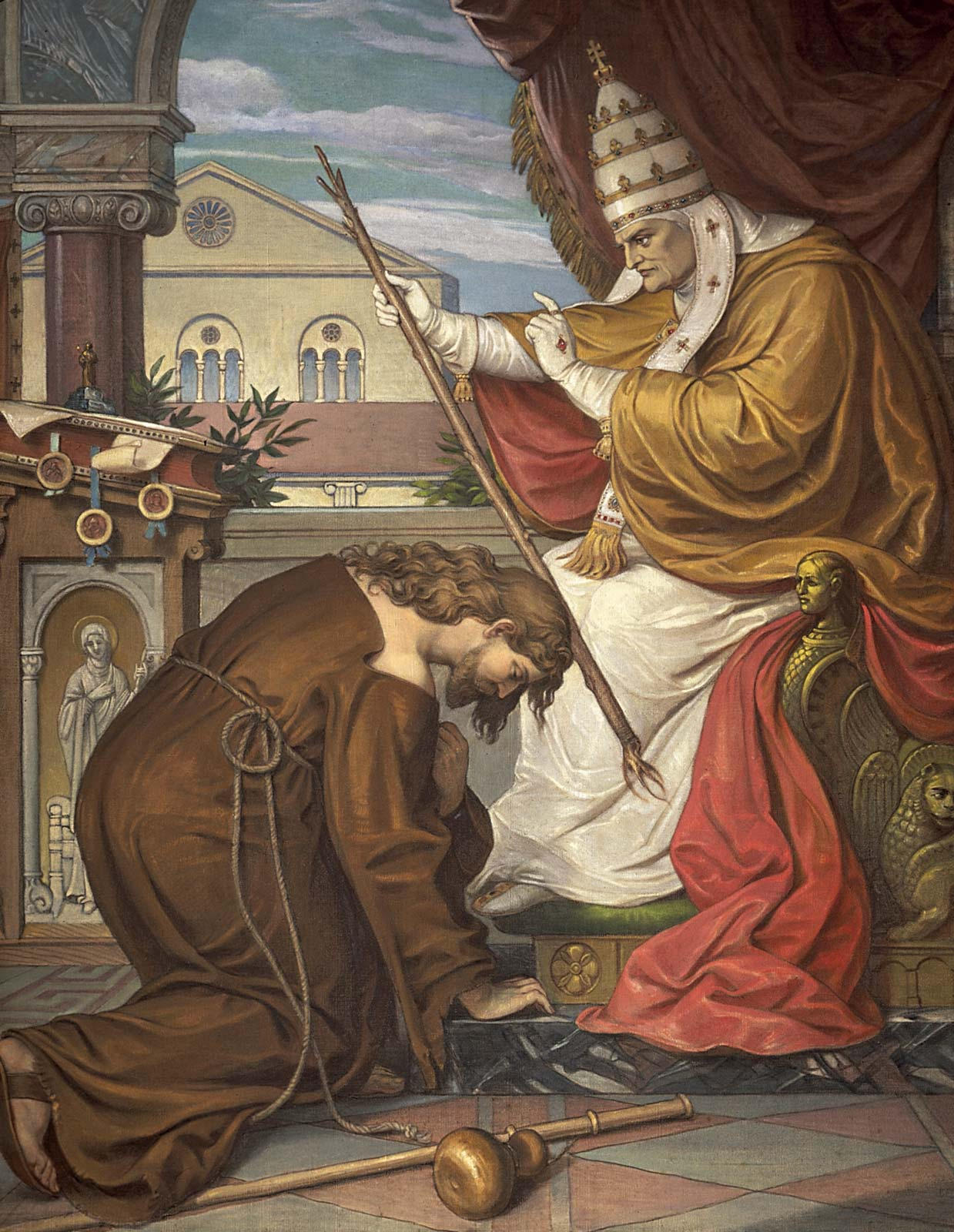
ウルバヌス4世に懺悔するタンホイザー(1890)
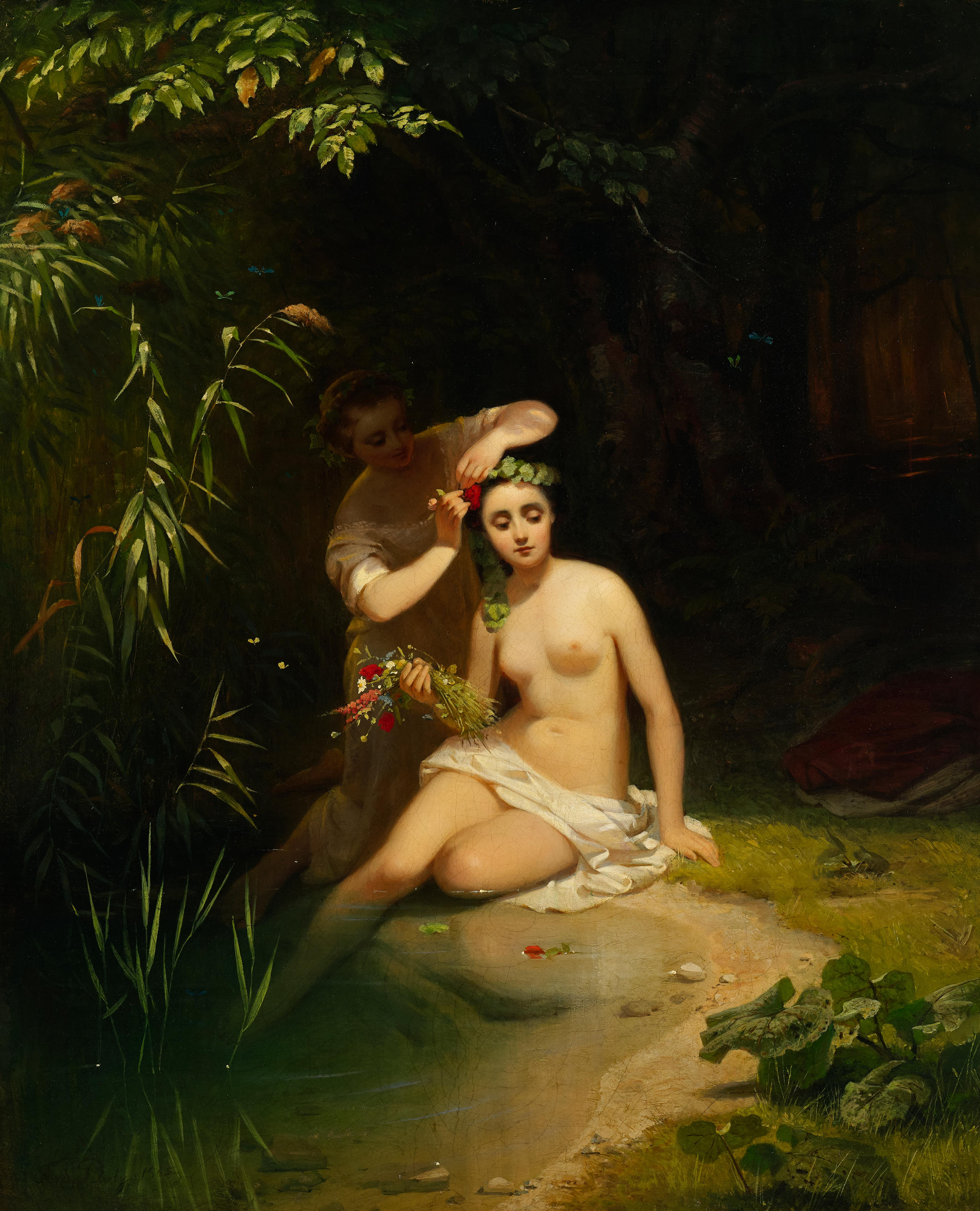
髪を結われる浴女(1855)
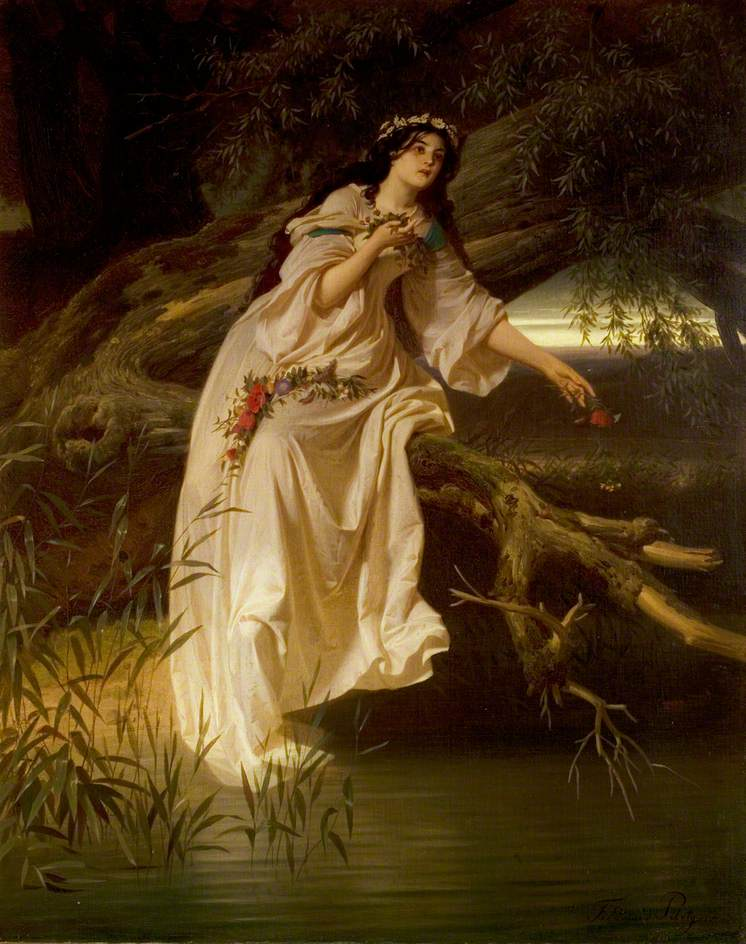
『ハムレット』からオフィーリア